# Henri Le Sidaner
Henri-Eugène Le Sidaner (Port Louis, Mauritius, 1862. augusztus 7. – Párizs, 1939. július) francia festőművész.

## Élete
Apja hosszú távú hajózásban tevékenykedő tengerészkapitány volt. A család 1870-ben Dunkerque-be költözött. Apja 1881-ben halt meg egy hajótörésben.
Henri már gyermekkorában nagy tehetséget mutatott a rajzolásban. Dunkerque városának ösztöndíjasaként Párizsba utazott festészetet tanulni, ahol felfedezte az impresszionizmust. Különösen Manet festészete gyakorolt rá nagy hatást. 1882-ben felvették a híres École des Beaux-Arts művészeti iskolába, majd 1884-től Alexandre Cabanelnál tanult. 1885-ben Etaples-be költözött az északi tengerparton, ahol több más festővel együtt dolgozott – főleg pásztorlányokat festett a dűnék között. Stílusa Jean-Charles Cazin szentimentális realizmusához állt közel. 1887-ben részt vett a Salon des Artistes français kiállításán. Barátai közé tartozott Émile Claus.
1891-ben a közoktatási minisztérium az Akadémia tiszti rangját adományozta számára, valamint ösztöndíjat is kapott. 1892-ben Olaszországba és Hollandiába látogatott. A következő Salonon az Árvák oltára címmel vallásos tárgyú képet mutatott be. Bár nem volt hívő, a vallásos áhítat érzése erősen foglalkoztatta.
1894-ben Párizsba költözött, ahol a szimbolizmus irányzata hatott rá, többek között Émile Verhaeren révén. Csatlakozott a Société nationale des Beaux-Arts társaságához. 1897-es első egyéni kiállítása jelentős sikert aratott a kritikusok körében. Sokat foglalkoztatta a szürkületi fények ábrázolása; munkái nagy részévével elégedetlen maradt, és azokat megsemmisítette. 1898-ban Brüsszelben állított ki. 1898 és 1900 között Bruggében élt társával, Camille Navarre-ral. Ekkor ért szimbolista korszakának csúcsára. Monet kérésére egy művét felajánlott az akkor nagy szegénységben elhunyt Sisley örökösei javára.
Később Beauvais-ban majd Gerberoy-ban élt rövidebb ideig, végül Versailles-ban telepedett le.
1939 júliusában, néhány héttel a világháború kitörése előtt hunyt el Párizsban szívinfarktusban.

## Festészete

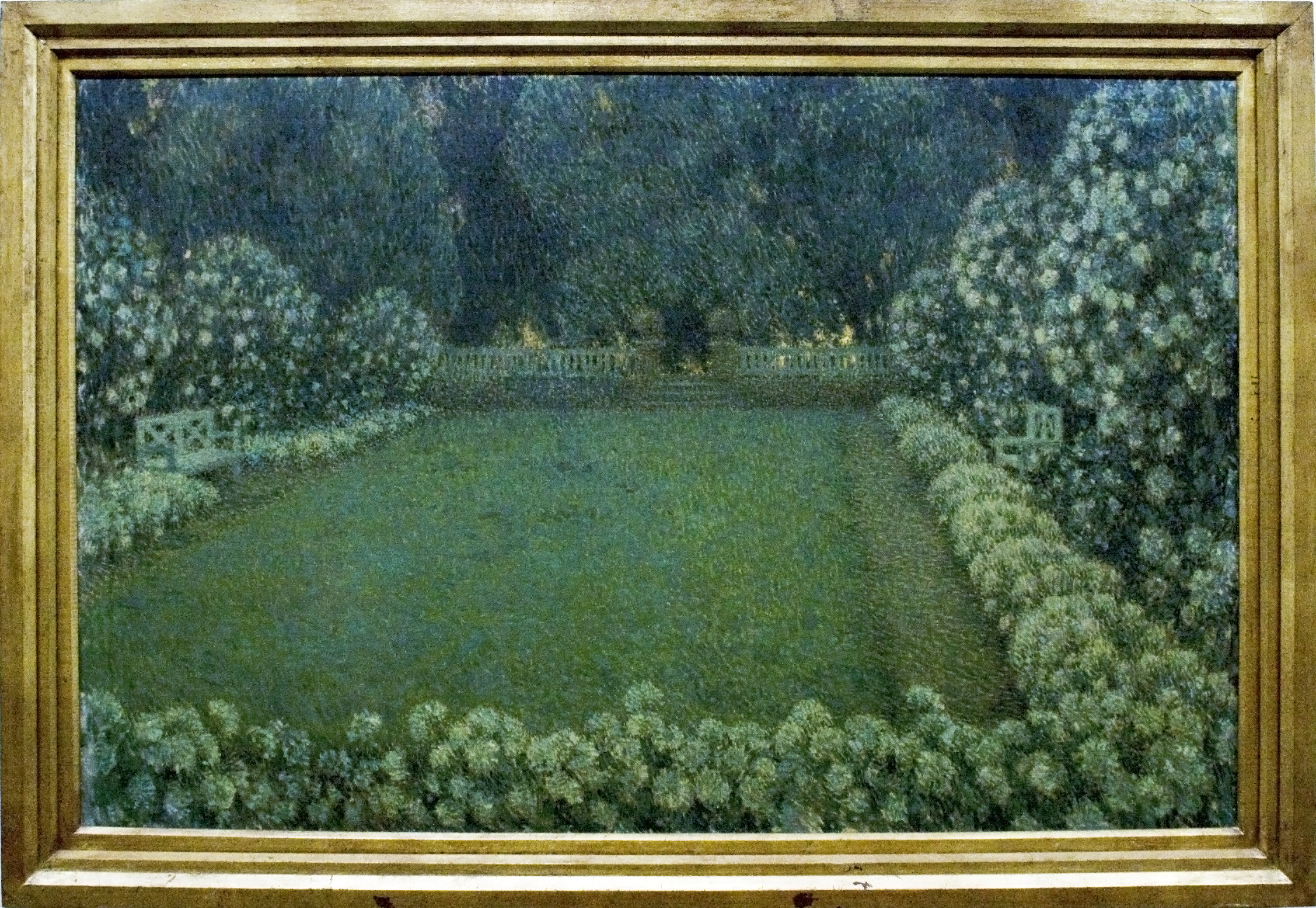
A fehér kert szürkületben, 1912

A szentimentális realizmus és a szimbolizmus után az 1900 körüli évekre jutott el az intimizmushoz, ami igazán saját stílusává vált. Festményei általában emberi alakok ábrázolása nélkül utalnak az emberek jelenlétére, elhagyott kertek, terített asztalok, gazdájukra váró üres székek formájában. Műveinek hangulata békés, nyugodt, technikája pedig neoimpresszionista. Színvilága meleg, lágy, a végletekig kifinomodott. Az összbenyomás gyakran olyan titokzatos, ami már-már a vallásos misztériummal határos.
Utazásai során látóköre kitágult és a misztérium rovására előtérbe került a dekorativitás, ami gyorsan tükröződött képeinek sikerében is.
1931-ben Brüsszelben retrospektív kiállítást szenteltek addigi munkásságának, amit Asztrid belga királyné nyitott meg.

## Emlékezete
Mauritiusi szülővárosán kívül három francia városban, köztük Versailles-ban neveztek el utcát róla. Alakja szerepel Marcel Proust regényfolyamában, az Eltűnt idő nyomában negyedik részében (Szodoma és Gomorra), mint aki egy igen jelentős, de mégsem igazán „nagy festő”.